# Thomas John I'Anson Bromwich
Thomas John I'Anson Bromwich   (Wolverhampton, 8 de febrer de 1875 - Northampton, 24 d'agost de 1929) va ser un matemàtic britànic.

## Vida i obra
Tot i haver nascut a Anglaterra va passar la seva infància i joventut a la Colònia de Natal perquè els seus pares van emigrar a l'actual Sud-àfrica. Va fer els seus estudis secundaris a Durban. El 1892 va retornar a Cambridge per estudiar al St. John's College en el qual es va graduar el 1895.
A continuació va ser professor del mateix St. John's College fins al 1902 en què va ser nomenat professor de la universitat de Galway (Irlanda). El 1907 va retornar a Cambridge. Una malaltia mental que va anar empitjorant amb el temps el va portar al suïcidi el 1929. El 1907 va ser nomenat fellow de la Royal Society, a la que va estar molt lligat, arribant a ser vicepresident els anys 1919 i 1920.
El 1908 va publicar el seu tractat més important: An Introduction to the Theory of Infinite Series. Els seus treballs més importants van ser en àlgebra, destacant-ne la transformada inversa de Laplace (a vegades denominada integral de Bromwich). També va fer aportacions interessants en el camp de la física matemàtica, destacant els seus treballs sobre la mecànica del tennis, esport al qual n'era molt aficionat.